# 阿克泰翁

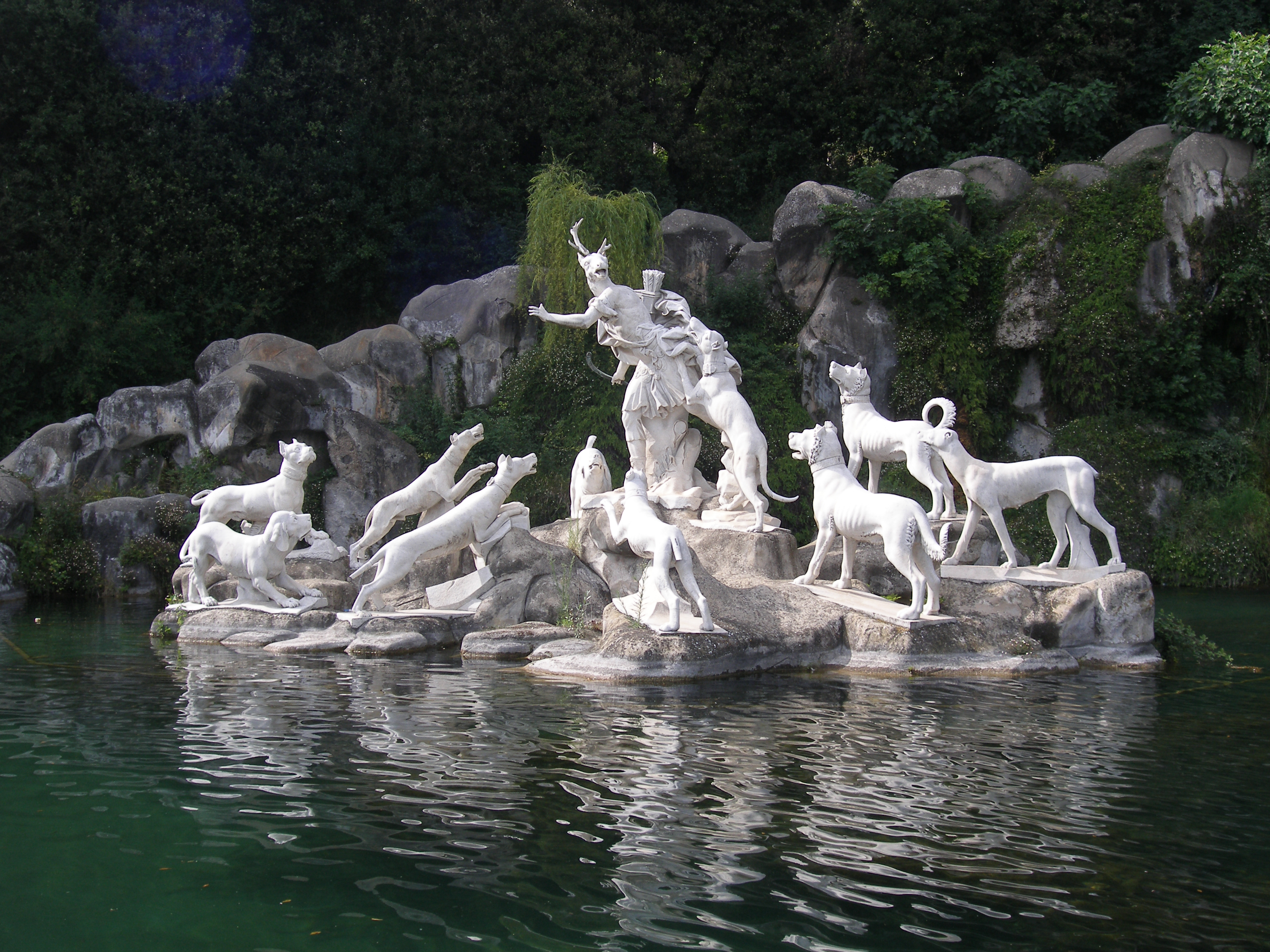
一组表现阿克泰翁变成牡鹿被自己的猎狗追逐的雕塑。

阿克泰翁也译为阿克特翁、阿克托安，是希腊神话中的一位猎人，是阿里斯泰俄斯和奥托诺厄（卡德摩斯之女）之子。据奥维德的《变形记》记载，阿克泰翁偶然地看到狩猎女神阿尔忒弥斯在基塞龙山沐浴，被阿尔忒弥斯变为牡鹿，被阿克泰翁自己的50只猎狗杀死。另据欧里庇得斯《酒神的伴侣》记载的版本称，阿克泰翁是因为炫耀自己的狩猎技能超过狩猎女神而受到惩罚。阿克泰翁的故事在欧洲非常有名，常常出现在诗歌、绘画等艺术中。